# Good Friendly Violent Fun
Good Friendly Violent Fun è un album dal vivo del gruppo musicale thrash metal statunitense Exodus, pubblicato nel 1991.

## Tracce
1. Fabulous Disaster – 5:46
2. Chemi-Kill – 6:09
3. 'Til Death Do Us Part – 5:07
4. The Toxic Waltz – 4:39
5. Cajun Hell – 5:55
6. Corruption – 5:37
7. Brain Dead – 4:31
8. Dirty Deeds Done Dirt Cheap (AC/DC cover) – 4:42

## Formazione
- Steve Souza - voce
- Gary Holt - chitarre
- Rick Hunolt - chitarre
- Rob McKillop - basso
- John Tempesta - batteria